# Cymopterus sessiliflorus
Cymopterus sessiliflorus là một loài thực vật có hoa trong họ Hoa tán. Loài này được (W.L.Theob. & C.C.Tseng) R.L.Hartm. mô tả khoa học đầu tiên năm 2006.